# 기절하는 염소

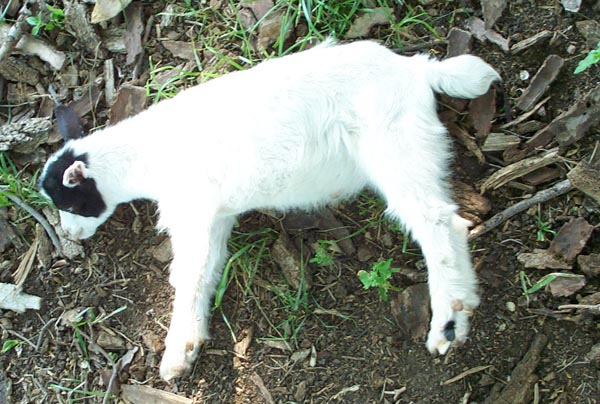
기절하는 새끼 염소

기절하는 염소는 무언가에 놀랐을 때 대략 10초 정도 근육이 멈추는 가축용 염소의 품종을 가리킨다. 이 증상이 나타나도 염소에게 고통은 없지만, 염소는 한쪽으로 쓰러지게 된다. 선천성 근긴장증이라고 불리는 유전성 질환에 의해 나타나는 것이 특징이다. 기절하는 염소 축제는 매년 세계에서 열리고 있는 축제 중 하나이다.